# Diachasmimorpha sanguinea
Diachasmimorpha sanguinea är en stekelart som först beskrevs av William Harris Ashmead 1889.  Diachasmimorpha sanguinea ingår i släktet Diachasmimorpha och familjen bracksteklar. Inga underarter finns listade i Catalogue of Life.